# Xenochrophis punctulatus
Xenochrophis punctulatus е вид змия от семейство Смокообразни (Colubridae). Видът не е застрашен от изчезване.

## Разпространение
Разпространен е в Мианмар.

## Описание
Популацията на вида е стабилна.